# Quetschleitung
Eine Quetschleitung war ein in der Hochfrequenz- (HF) und Mikrowellentechnik, speziell in der HF‑Messtechnik, verwendeter Phasenschieber, der hauptsächlich im Frequenzbereich von 3–30 GHz (Zentimeterwellenbereich) eingesetzt wurde.
Dabei handelt es sich um einen speziell modifizierten Hohlleiter, dessen Breite durch Zusammenpressen („Quetschen“) der Schmalseiten reduziert werden kann. Dadurch ändert sich die elektrische Länge, ohne dass sich die mechanische Länge ändert.

## Geschichte
Vorgeschlagen wurde diese Leitung im Jahr 1952 durch den deutschen Physiker Hans Severin (1920–2008), späterer Inhaber (1965–1985) des Lehrstuhls für Hoch- und Höchstfrequenztechnik an der Ruhr-Universität Bochum.

## Aufbau

Rechteckhohlleiter der Breite a und der Höhe b.

Ausgehend von einem üblichen Rechteckhohlleiter (Bild), wird in dessen beiden Breitseiten (oben und unten) jeweils in deren Mitte ein Längsschlitz eingefügt. Die Breite der beiden Schlitze variiert gleichermaßen und ist in der Mitte am größten. Dies erlaubt das seitliche Anbringen einer Quetschvorrichtung, mit der die beiden Schmalseiten im Bereich der Längsschlitze enger zusammengebracht werden können. Dies verengt die Breite a der Hohlleitung.

## Wirkung
Die Phasengeschwindigkeit hängt in einem Hohlleiter von dessen Breite a ab. Durch mehr oder weniger starkes Quetschen ergibt sich eine unterschiedliche Phasenverschiebung der elektromagnetischen Welle in dessen Innerem. Somit wirkt die Quetschleitung als Phasenschieber für Mikrowellen.
Der quantitative Zusammenhang zwischen mechanischer Deformation und Änderung der elektrischen Länge ist nicht trivial. Er lässt sich jedoch sehr präzise berechnen.

## Anwendung
In den 1950er-Jahren, als es noch keine Netzwerkanalysatoren gab, wurden zur Messung von Impedanzen, Reflexions- oder Transmissionsfaktoren HF‑Brückenschaltungen verwendet. Diese nutzten zwei Pfade, deren Übertragungsfunktionen miteinander verglichen wurden, ähnlich wie bei einer Balkenwaage. Der eine Pfad (Referenzpfad) enthielt ein kalibriertes variables Dämpfungsglied sowie einen ebenfalls kalibrierten und variablen Phasenschieber. Der andere Pfad (Messpfad) das Messobjekt, dessen Amplitude und Phase bestimmt werden sollte.
Als Indikator diente das Differenzsignal, das verschwand, sobald Dämpfung und Phase im Referenzpfad identisch zu den Parametern des Messobjekts eingestellt wurden.
Die Rolle des kalibrierten und variablen Phasenschiebers hoher Präzision im geschilderten Messaufbau kann hier von der Quetschleitung übernommen werden.